# Kim Belmark
Kim Belmark (født 22. januar 1958 i København) er en dansk journalist og redaktør. Han er uddannet fra Danmarks Journalisthøjskole i Århus 1978-82.

## Karriere
- Journalist på Aktuelt, i LO og på Ekstra Bladet i 1980'erne.
- Ansvarshavende redaktør på Roskilde Avis 1994-2006.
- Udgaveredaktør på Dagbladet Roskilde 2006/2007.
- Ansvarshavende redaktør på Lokalavisen Helsingør 2008.

Siden 1. november 2008: Nyhedsredaktør i Politikens Lokalaviser og daglig leder af Lokalavisen.dk.
1. oktober 2011: Ansvarshavende chefredaktør for Politikens Lokalaviser A/S.
2012: Medlem af og formand for dommerkomiteen, der uddelte Ugeavisernes Årspriser.

## Hædersbevisninger
- Som ansvarshavende redaktør på Roskilde Avis vinder af Ugeavisernes Årspris 2006, guld i kategorien 'Bedste lokale nyhedshistorie'.
- Som ansvarshavende redaktør på Lokalavisen Helsingør vinder af Ugeavisernes Årspris 2008, guld i kategorien 'Bedste lokale nyhedshistorie'.
- Som leder af nyhedsredaktionen, Politikens Lokalaviser/Lokalavisen.dk, vinder af Ugeavisernes Årspris 2009, guld i kategorien 'Bedste lokale nyhedshistorie'.
- Som leder af nyhedsredaktionen, Politikens Lokalaviser/Lokalavisen.dk, vinder af Ugeavisernes Årspris 2010, sølv i kategorien 'Bedste redaktionelle initiativ'.